# تاریا هالونن
تاریا کارینا هالونن (به انگلیسی: Tarja Kaarina Halonen) (زاده ۲۴ دسامبر ۱۹۴۳ در هلسینکی) فنلاند است. او یازدهمین رئیس‌جمهور فنلاند است. او این مقام را تا سال ۲۰۱۲ بر عهده داشت.

## سمت‌ها
- وزیر دادگستری فنلاند (۱۹۹۱-۱۹۹۰)
- وزیر امور خارجه فنلاند (۲۰۰۰-۱۹۹۵)

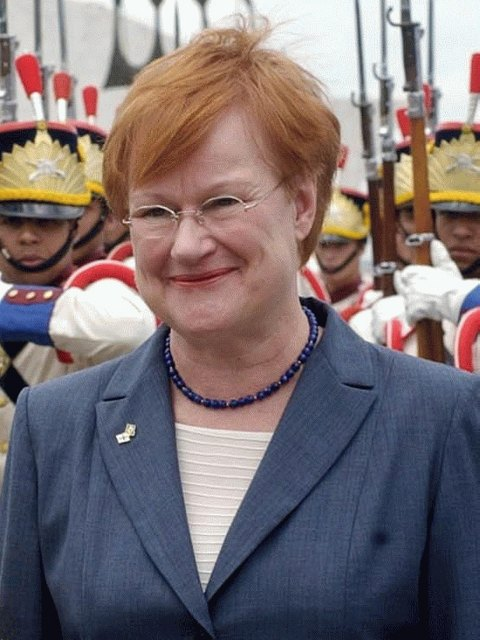

- رئیس‌جمهور فنلاند (۲۰۱۲-۲۰۰۰)